# Баричета (Ровиго)
Баричета је насеље у Италији у округу Ровиго, региону Венето.
Према процени из 2011. у насељу је живело 616 становника. Насеље се налази на надморској висини од 1 м.